# Confederação Geral dos Trabalhadores
De Confederação Geral dos Trabalhadores (CGT, Nederlands: Algemene Arbeidersconfederatie) was een Portugese vakvereniging met een anarchistisch karakter. Tijdens de Revolutie van de 28ste mei (1926) was de CGT neutraal. Desondanks werd ze in 1927 door de militaire regering verboden.